# The Long, Long Trailer
 The Long, Long Trailer és una pel·lícula estatunidenca de Vincente Minnelli estrenada el 1954. És una comèdia treta d'una novel·la de Clinton Twiss sobre una parella que recorre els Estats Units en una caravana.
Poc valorada - almenys fora dels Estats Units - quan va sortir, amb el pas dels anys ha pujat a l'estatus de petit clàssic en el seu gènere, però sobretot de Pel·lícula de culte en l'entorn dels apassionats del campisme i turisme en roulotte.
A l'època en qui va ser rodada la pel·lícula, Lucille Ball i Desi Arnaz eren marit i muller també en la realitat, i protagonistes d'una Comèdia de situació televisiva de gran èxit, I Love Lucy, en antena del 1951 al 1957.
La pel·lícula Vida d'autocaravana (2006) de Barry Sonnenfeld, amb Robin Williams, Cheryl Hines, Joanna Levesque, Josh Hutcherson, Jeff Daniels, Kristin Chenoweth i Will Arnett, recorda, encara que sigui parcialment,  aquesta pel·lícula de Minnelli.

## Argument
Nick, un jove enginyer que viatja constantment a causa del seu treball, és persuadit per la seva xicota per comprar una caravana i passar en ella la seva lluna de mel. Una tempesta al desert i la col·lecció de pedres que la dona va acumulant al remolc converteixen el viatge en un desastre.

## Repartiment
- Lucille Ball: Tacy Bolton - Collini
- Desi Arnaz: Nicholas "Nicky" Collini
- Marjorie Main: Sra. Hittaway
- Keenan Wynn: policia
- Gladys Hurlbut: Sra. Bolton
- Moroni Olsen: M. Tewitt
- Bert Freed:
- Madge Blake: tia Anastacia
- Walter Baldwin: oncle Edgar
- Oliver Blake: M. Ludlow
- Jack Kruschen (no surt als crèdits)

## Rodatge
La pel·lícula ha estat rodada íntegrament a  Califòrnia (a  les Alabama Hills de Lone Pine, a Palos Verdes, prop del Red Rock Canyon State Park, el Treasure Island Moble Home Park de Laguna Beach i sobre la tortuosa Whitney Portal Road en el Lone Pine Creek Canyon) i naturalment en el mític Yosemite National Park, reconegut també en els crèdits de la pel·lícula, en els quals veiem nombroses referències, com El Capitan i Half Dome (enormes monòlits granítics), i les cascades Yosemite Falls.